# ويلي ميلثيب
ويلي ميلثيب (بالألمانية: Willi Multhaup) (من مواليد 19 يوليو 1933 في مدينة إسن بألمانيا، وتوفي في 18 ديسمبر 1982) هو مدرب كرة قدم ألماني سابق.
درب العديد من الأندية الأوربية. كان أبرزها نادي بوروسيا دورتموند والذي فاز معه بلقب كأس الكؤوس الأوروبية في عام 1966.